# Пришибська сільська територіальна громада
Пришибська сільська територіальна громада — територіальна громада в Україні, у Кременчуцькому районі Полтавської області. Адміністративний центр — село Пришиб.
Площа громади — 91,91 км², населення — 1974 мешканці (2018).
Утворена 13 серпня 2015 року шляхом об'єднання Кобелячківської та Пришибської сільських рад Кременчуцького району.

## Населені пункти
До складу громади входять 13 сіл: Дабинівка, Єристівка, Кобелячок, Колісники, Комендантівка, Криничне, Малики, Олександрія, Пилипенки, Порубаї, Пришиб, Роботівка та Черемушки.